# Piper sclerophloeum
Piper sclerophloeum är en pepparväxtart som beskrevs av C. Dc.. Piper sclerophloeum ingår i släktet Piper och familjen pepparväxter. Inga underarter finns listade i Catalogue of Life.